# やとみまたはち
やとみまたはちは愛知県出身の劇作家、作曲家、作詞家、舞台演出家、歌手、音楽プロデューサー。
- 劇団アルクシアター主宰
- 株式会社アルク代表取締役
- 弥富市広報大使
- 延べ80本以上の舞台作品（脚本・作曲・演出）を手がけてきた。
- 舞台、アーティストの楽曲、映画、TV、CM、キャンペーンソング、テーマソング、社歌、校歌など延べ3000曲以上の作詞・作曲・編曲を行う。
- 歌手としてCMソングを300曲ほど歌唱。「ドラゴンズ朝市」「スポーツのヒマラヤ」「ナガシマジャンボ海水プール」「FEEL」「炭焼きレストランさわやか」「さくら不動産」など
- 明治偉人隊（博物館明治村）、忍者隠密隊 B.C.A.、グレート家康公 '葵' 武将隊（岡崎市）のプロデューサーとして企画・楽曲・芝居などを手がける。
- アコースティックユニット「ねこまた」で歌・ギター・作詞・作曲を担当。
- 妹はソプラノ歌手の盛かおる

## 略歴
- 音楽教室を営む家庭に生まれ、幼少よりピアノとクラシックギターを習う。
- 12歳でバンドを組みギタリストとしてライブ活動を開始、同時に作詞・作曲もはじめる。
- 19歳でバンド「PENCILS」を結成。以降いくつかの音楽賞を受賞(トヨタミュージックバトル、ビートルズ音楽祭など)。
- 19歳で劇団WAY-夢に俳優として入団。
- 24歳で脚本・作曲・演出を行う「やとみまたはちプロデュース」を立ち上げる。
- 1999年　バンド「PENCIL ROCKET」を結成。
- 2002年　劇団翔航群に役者兼作家として入団。その後退団。
- 2006年　アルクシアタープロデュースを立ち上げオリジナルミュージカルの発表をはじめる。
- 2008年〜劇団アルクシアターを旗揚げ。以降年に２〜３作品の上演を続けている。
- 2014年〜グレート家康公 '葵' 武将隊のプロデューサーに就任
- 2014年〜五味弘文氏プロデュースのお化け屋敷の作曲を担当。
- 2014年　武豊町民劇団TAKE TO YOUの舞台作品を手がける（2024年まで）
- 2016年〜弥富市より弥富市広報大使を委嘱され「やとみ恋めぐりスイーツマップ」の発行や「やとみ巨大金魚イルミネーション」などを実施。
- 2016年　今村彩子監督の映画「START LINE」「友達やめた」の音楽を作曲
- 2018年〜 明治偉人隊のプロデューサーに就任。
- 2019年　伊勢湾台風60年防災ミュージカル上演実行委員会を立ち上げ「伊勢湾台風STORY-空が落ちてきた日。-」を名古屋市、弥富市、飛島村、東海市、武豊町で上演。
- 2019年〜TV番組「オドぜひ」のBGM作曲。
- 2020年〜忍者隠密隊B.C.A. のプロデューサーに就任。
- 2021年　Eテレの子ども向け番組「すくすくポン」で歌唱
- 2022年　明治偉人隊1st.アルバム「異世界事情」リリース CD・配信（作詞・作曲・プロデュース）
- 2022年　七ツ寺共同スタジオ50周年記念公演「夢の肉弾三勇士」の音楽を担当。
- 2024年　忍者隠密隊B.C.A. 1st.アルバムリリース CD・配信（作詞・作曲・プロデュース）
- 2024年　愛知自動車整備専門学校の校歌の作詞・作曲

## 脚本・演出・作曲を手がけた舞台作品
- 2024年 -　ミュージカル「明治村STORY」（博物館明治村　呉服座）
- 2024年 -　「ユメフリ」（劇団アルクシアター　愛知県芸術劇場）
- 2024年 -　「偉人自らがその生涯を語る一人芝居 偉人物語　津田梅子編」　（明治偉人隊　呉羽座）
- 2023年 -   名古屋こどもミュージカル「AIとココロで愛してる」（名古屋市文化振興事業団　中村文化小劇場）
- 2024年 -　ミュージカル「明治の偉人世界へ」（明治村　呉服座）
- 2024年 -  「ピノッチオ！」（劇団アルクシアター　愛知県芸術劇場）
- 2023年 -  「ミソノクロニクル」（劇団TAKE TO YOU　ゆめたろうプラザ輝ホール）
- 2023年 - 「NEAT! NEAT! NEAT!」（劇団アルクシアター　愛知県芸術劇場）
- 2023年 -　名古屋クルーズイマーシブシアター「河童伝説」（名古屋市）
- 2023年 -　ミュージカル「帝国ホテルファンタジア！」（明治村　呉服座）
- 2023年 -   徳川家康公 三部劇「ドラマチックシアター」（グレート家康公’葵’武将隊　岡崎公園能楽堂）
- 2023年 -   名古屋こどもミュージカル「カリントランドとコンペイ島のハッピーバトル」（名古屋市文化振興事業団　中村文化小劇場）
- 2023年 -  「されど空の深さを知る。幕末新撰組奇譚」（劇団アルクシアター　愛知県芸術劇場）
- 2022年 -  「ユウエンチの秘密」（劇団TAKE TO YOU　ゆめたろうプラザ輝ホール）
- 2022年 -  「南島の美女と兵士たち 　-BEAUTY & SOLDIERS-」（劇団アルクシアター　愛知県芸術劇場）
- 2022年 -  「Ninja-Theater act.2　『鬼哭』」（忍者隠密隊　中村文化小劇場）
- 2022年 -  「明治偉人隊ワンマンライブ　異世界事情」（明治偉人隊　スペードボックス）
- 2022年 -  「素晴らしき演劇世界」（劇団TAKE TO YOU　ゆめたろうプラザ輝ホール）
- 2022年 -  「帝国ホテルSTORY＆フランク・ロイド・ライトSTORY」（明治村 明治偉人隊　呉服座）
- 2021年 -  「聖夜叉」（忍者隠密隊　ささしまスタジオ）
- 2021年 -  「偉人物語　　滝廉太郎編」（明治偉人隊　呉服座）
- 2021年 - 「NINJYA GIG」（忍者隠密隊　クラブクアトロ）
- 2021年 - 「Ninja-Theater act.1 覚醒」（忍者隠密隊　中村文化小劇場）
- 2021年 - 「石川五右衛門忍伝」（忍者隠密隊　中村文化小劇場）
- 2021年 - 「明治村STORY」（明治村 明治偉人隊　呉服座）
- 2020年 - 「帝国ホテルSTORY」（明治村 明治偉人隊　呉服座）
- 2020年 - 「シュタイン・ドッジ - 酒呑童子」（ナオミダンススクール　千種文化小劇場）
- 2020年 - 「いつかまた会う日が来たら」はじめの半歩プロジェクト参加作品（劇団アルクシアター）
- 2019年 - 「きらめき明治村ミュージカル「フランク・ロイド・ライトSTORY」（明治村　明治偉人隊）
- 2019年 - 「友情の塔物語」（東海市　名和小学校体育館）
- 2019年 - 「伊勢湾台風STORY「空が落ちてきた日。」」（伊勢湾台風防災ミュージカル上演実行委員会　名古屋市芸術想像センター、飛島村公民館、弥富市社協センター、ゆめたろうプラザ）
- 2019年 - 「偉人自らが語る一人芝居　偉人物語」夏目漱石編、樋口一葉編、福澤諭吉編、野口英世編、松井須磨子編（明治村　明治偉人隊）
- 2019年 - 「希望の歌が眠る場所2019」（劇団アルクシアター　愛知県芸術劇場）
- 2018年 - 「玉手町ロックンロール探偵団 浦島太郎＝空海伝説」（劇団TAKE TO YOU　ゆめたろうプラザ輝ホール）
- 2018年 - 「ビートルズになりたかったドクターたち2」（劇団アルクシアター　愛知県芸術劇場）
- 2018年 - 「鬼鬼-2018-」（劇団アルクシアター　愛知県芸術劇場）
- 2017年 - 「武豊線物語」（劇団TAKE TO YOU　ゆめたろうプラザ輝ホール）
- 2017年 - 「ブルース兄弟町興しす」（劇団アルクシアター　昭和文化小劇場）
- 2017年 - 「楊貴妃の目覚めた杜」（劇団アルクシアター　東文化小劇場）
- 2017年 - 「SHOW! 10! GIRLS!」（劇団TAKE TO YOU　ゆめたろうプラザ輝ホール）
- 2016年 - 「ユウエンチの秘密」（劇団アルクシアター　愛知県芸術劇場）
- 2016年 - 「妖怪マジック3」（妖怪マジック実行委員会　今池ガスホール）
- 2016年 - 「ビートルズになりたかったドクターたち」（劇団アルクシアター　愛知県芸術劇場）
- 2016年 - 「妖怪マジック2」（妖怪マジック実行委員会　今池ガスホール）
- 2016年 - 「武将自らが語る一人芝居　　わし物語」徳川家康編、酒井忠次編、本多忠勝編、榊原康政編、井伊直政編、小松姫編、服部半蔵編（グレート家康公 葵 武将隊　岡崎公園能楽堂）
- 2015年 - 「希望の歌が眠る場所」（劇団TAKE TO YOU　ゆめたろうプラザ輝ホール）
- 2015年 - 「武将魂」（グレート家康公 葵 武将隊）
- 2015年 - 「空の青さに歌を歌えば」（劇団アルクシアター　愛知県芸術劇場）
- 2015年 - 「NEAT!NEAT!NEAT!」（THE CHILD RENZ ACT　ユースクエア）
- 2015年 - 「君の音が聞こえる2015」（劇団アルクシアター　愛知県芸術劇場）
- 2015年 - 「妖怪マジック」（妖怪マジック実行委員会　今池ガスホール）
- 2014年 - 「クリスマスのさようなら」（劇団TAKE TO YOU　ゆめたろうプラザ輝ホール）
- 2014年 - 「ドミナントモーション」（劇団アルクシアター　愛知県芸術劇場）
- 2014年 - 「廃棄場の愛してる」（劇団アルクシアター　愛知県芸術劇場）
- 2013年 - 「希望の歌が眠る場所」（劇団アルクシアター　愛知県芸術劇場）
- 2013年 - 「鬼鬼弐」（劇団アルクシアター　愛知県芸術劇場）
- 2012年 - 「ユウエンチの怪談」（劇団アルクシアター　愛知県芸術劇場）
- 2011年 - 「空が落ちてきた日。弥富市Ver.」（劇団アルクシアター　弥富市社協センター）
- 2010年 - 「希望の歌が眠る場所」（劇団アルクシアター+東海児童合唱団　東海市文化会館）
- 2010年 - 「マーメイドアットデューン」（劇団アルクシアター　クラブクアトロ）
- 2010年 - 「Wish breath」（劇団アルクシアター　西文化小劇場）
- 2009年 - 「伊勢湾台風STORY「空が落ちてきた日。」」（劇団アルクシアター）
- 2009年 - 「水晶と大天狗の伝説」（豊田市少年少女合唱団）
- 2009年 - 「君の音が聞こえる2009」（劇団アルクシアター）
- 2008年 - 「鬼鬼-MONONOKE-」（アルクシアタープロデュース）
- 2007年 - 「君の音が聞こえる2007」（劇団翔航群&アルクシアタープロデュース）
- 2007年 - 「ピノキオ-ノビロハナ！」（アルクシアタープロデュース）
- 2007年 - 「海のおともだち」（名古屋港水族館）
- 2006年 - 「君の音が聞こえる2006」（劇団翔航群）
- 2006年 - 「S.P.A.M.69」（アルクシアタープロデュース）
- 2006年 - 「君の音が聞こえる」（劇団翔航群）
- 2005年 - 「トミーガン&ジェリービーンズ」（劇団翔航群）
- 2005年 - 「君の音が聞こえる」（劇団翔航群）
- 2004年 - 「NEAT!NEAT!NEAT!」（劇団翔航群）
- 2004年 - 「トリニダート・トバゴ・カフェ」（爆乳シスターズ）
- 2003年 - 「名もなき日々」（劇団翔航群）
- 2002年 - 「マチノヒト」（劇団翔航群）
- 1998年 - 「NEAT!NEAT!NEAT!」（FUN FUN HOLIDAY）
- 1993年 - 「トーチカ」（やとみまたはちプロデュース）
- 1992年 - 「マーキュリー」（やとみまたはちプロデュース）
- 1992年 - 「NEAT!NEAT!NEAT!」（やとみまたはちプロデュース）

## 作曲・作詞を手がけた音楽作品集
- 2024年 -  忍者隠密隊B.C.A. 1st.CDアルバム「Black Clad Assasin」
- 2022年 -  明治偉人隊1st.CDアルバム「異世界事情」
- 2022年 -  B.C.A. CDシングル「Black Clad Assasin」
- アリスシアター　- CD「PECRIST」「いつか世界の真ん中」「BOY FRIEND」
- PENCILS - CD「PENCILS」「ペイルの太陽」「人力飛行」「MILI」
- PENCIL ROCKET - 「PENCIL ROCKET」「特殊啓蒙」
- 盛かおる - 「ねいろ」
- Wish Breath - 「Wish Breath」

## 作曲または作詞のみを手がけた作品
- 【演劇】

七ツ寺共同スタジオ50周年記念公演「夢の肉弾三勇士」（作曲）
- 【ミュージカル】

「コンガラ野球団（名古屋市文化振興事業団）」「命の輪舞（磐田市）」「しっぺい物語（磐田市）」（作曲）
- 【映画】

今村彩子監督「START LINE」「友達やめた」 （作曲）
- 【アニメ】

「頑張れかわばたくん！」（作詞・作曲）
- 【CM】

「ヤックスのテーマ」「ルビットタウンのテーマ」「招福の湯」「伊勢湾海運」「ナゴぶら」「おしゃれセンターうらしま」「サワセイ」「きらめき明治村」「手羽先サミット」「武蔵野うどん 竹國」「トミダヤ」
- 【キャンペーンソング】

「みんなではぐみん（愛知県）」「オレンジリボンのうた（愛知県）」「モリゾーキッコロお絵かき歌（愛知県）」「岐阜県木づかいのマーチ（岐阜県）」「イッピョウくんのマーチ（愛知県選挙管理委員会）」「コノハ警部とみんなのマーチ（愛知県警）」「技能五輪・アビリンピックのテーマ（愛知県）」「西美濃ワンダートリップ（岐阜県）」「シンガロンやとみ（弥富市）」
- 【テーマソング】

「海南病院 病院歌」「妖怪マジック」「金シャチ横丁いただきます！」「明治偉人隊のテーマ - MAKE A NEW HISTORY」
- 【キャラクターソング】

「きんちゃんのうた（弥富市）」「みんなのヒーロー テバサキーング（手羽先サミット）」「ゆるキャラ大集合」
- 【テレビ】

「オードリーさん、ぜひ会ってほしい人がいるんです（中京テレビ）」「盆オードリー（中京テレビ）」「4U!（中京テレビ）」「朱印ロード（中京テレビ）」
- 【体操曲】

「スクールダンササイズなごや（名古屋市教育委員会）」
武豊町健康ソング　「たけとよスマイルタウン」
- 【五味弘文氏プロデュースのお化け屋敷】

「呪い歯」「地下牢の子守唄」「赫い糸の家」「丑の刻新聞」「顔はぎの家」「丑三つ倉庫」「恐怖のかくれんぼ」「お鷹の呪い」「魔界からの恋文」「血手形の家」「呪い指輪の家」「赤ん坊地獄」「だるまさんがころんだ」「殺戮の天使」「ざくろ女の家」「かさね写真の幽霊」「虎狼痢の幽霊」「恐怖の首すじ理髪店」「舌切りレストラン」「七人ミサキ」「怨霊座敷」「恨み針の女」「幽霊旅館」「顔剥がしの仮面」「幽霊たちの結婚式」「闇のとおりゃんせ」「呪いの硝子窓」
- 【ミュージカル】
- 2019年「しっぺいのものがたり」磐田こどもミュージカル
- 2009年「八十日間世界一周」磐田こどもミュージカル
- 2007年「～ニッセが住む街～生命の輪舞（いのちのロンド）」磐田こどもミュージカル
- 2005年「コンガラ野球団」名古屋市文化振興事業団主催

## 作詞作曲を手がけた音源を発表しているアーティスト
「盛かおる」「アリスシアター」「極楽亭一か八か」「中西桃子」「Wish Breath」「グレート家康公"葵"武将隊」「明治偉人隊」「忍者隠密隊B.C.A.」「いちごメロン」「ペンシルズ」「ペンシルロケット」

## 歌唱しているCMソング
「アピタ・ピアゴ　ドラゴンズ朝市」「スポーツのヒマラヤ」「さくら不動産」「ナガシマジャンボ海水プール」「中京テレビハウジング」「フレッシュフーズFEEL」「炭焼きレストランさわやか」「パールライス」「フードセンタートミダヤ」他多数

## シナリオを手がけた作品
- アニメ「がんばれ！かわばたくん！」
- 明治偉人隊　独り芝居「偉人物語」　夏目漱石編、樋口一葉編、福澤諭吉編、野口英世編、松井須磨子編、瀧廉太郎編、津田梅子編

## 演出をした作品
- 朗読劇「風の又三郎」　名古屋市文化振興事業団主催
- 名作 Voicy Novels 「杜子春」 名古屋市文化振興事業団主催

## 手がけた映像作品
- アルクシアター「指鉄砲」「卵焼き」「逸脱の食卓」「日本未確認動物シリーズ」「変身ヒーローキューチマン」「MONONOKE（トレーラー）」「鬼鬼弐（トレーラー）」「ユウエンチの怪談（トレーラー）」「希望の歌が眠る場所（トレーラー）」
- グレート家康公"葵"武将隊「共に咲く華となろう（PV」「あなたのために我はあり(PV)」
- 2016年〜2025年　手羽先サミット®︎のCMやPV
- 2023年 - ミュージカル「きみのあした」広報動画（名古屋市文化振興事業団）
- 2023年 - 「いざゆけ！パトばあちゃん」（違法薬物防止キャンペーン 弥富ライオンズクラブ）
- 2022年 - 明治偉人隊「銀河使節団」
- 2021年 - アルクシアター映画「ずっと一人で泣いてた気がしない」
- 2021年 - 脳能プロジェクト「活き活き脳・狂言」
- 2020年 - 愛知県警防犯動画
- 2020年 - 明治偉人隊「今だからできること」
- 2017年 - 弥富市公式キャラクターソング「きんちゃんのうた(PV)」
- 2019年 - 明治偉人隊「黒猫-BLACK CAT-(PV)」
- 2015年〜2018年 - 手羽先サミット®公式キャラクターソング「みんなのヒーローテバサキーング」手羽先兄弟「手羽先音頭」

## 町興し活動
- 2025年　弥富市名古屋競馬場イベント広場で「第1回 金シャチけいば新春フェア」を運営実施
- 2024年　弥富市名古屋競馬場イベント広場で「第3回 金シャチけいば夏祭り」を運営実施
- 2023年　弥富市名古屋競馬場イベント広場で「第2回 金シャチけいば夏祭り」を運営実施
- 2020年、2021年  明治村で「やとみ金魚すくい」を実施
- 2020年   明治村で「やとみ金魚イルミネーション」を実施
- 2018年〜2021年 「やとみ恋めぐりスイーツマップ」を発行。
- 2018年、2019年 「やとみ恋めぐりスイーツロゲイニング」を実施。
- 2018年〜2023年 近鉄弥富駅前で「やとみ巨大金魚イルミネーション」を実施。